# Dannemarie-sur-Crète
Dannemarie-sur-Crète é uma comuna francesa na região administrativa de Borgonha-Franco-Condado, no departamento de Doubs. Estende-se por uma área de 4,06 km². Em 2010 a comuna tinha 1 788 habitantes (densidade: 440,4 hab./km²).